# Орлов-Дол
Орло́в-Дол (болг. Орлов дол) — село в Хасковській області Болгарії. Входить до складу общини Тополовград.

## Населення
За даними перепису населення 2011 року у селі проживали 485 осіб.
Національний склад населення села:
| Національність   | Кількість осіб | Відсоток |
| ---------------- | -------------- | -------- |
| болгари          | 344            | 71,2%    |
| цигани           | 136            | 28,2%    |
| турки            | 3              | 0,6%     |
| інша             | 0              | 0%       |
| не визначились   | 0              | 0%       |
| Всього відповіли | 483            |          |

Розподіл населення за віком у 2011 році:
Динаміка населення: